# Лефранк-Дювилляр, Софи
Софи́ Лефра́нк-Дювилля́р (фр. Sophie Lefranc-Duvillard; 5 февраля 1971, Бур-Сен-Морис — 22 апреля 2017) — французская горнолыжница, специалистка по гигантскому слалому и супергиганту. Выступала за сборную Франции по горнолыжному спорту на всём протяжении 1990-х годов, обладательница серебряной и бронзовой медалей этапов Кубка мира, участница двух чемпионатов мира и трёх зимних Олимпийских игр.

## Биография
Софи Лефранк родилась 5 февраля 1971 года в коммуне Бур-Сен-Морис департамента Савойя. Проходила подготовку в близлежащей коммуне Ла-Равуар, тренировалась на склонах горнолыжного курорта Лез-Арк.
Первого серьёзного успеха на взрослом международном уровне добилась в сезоне 1992 года, когда вошла в основной состав французской национальной сборной и выступила на домашних зимних Олимпийских играх в Альбервиле, где заняла в гигантском слаломе девятнадцатое место.
В 1993 году дебютировала на этапах Кубка мира и побывала на чемпионате мира по горнолыжному спорту в Мориоке, в итоговом протоколе соревнований расположилась на 26 позиции в гигантском слаломе и на 34 позиции в супергиганте.
Находясь в числе лидеров горнолыжной команды Франции, благополучно прошла квалификацию на Олимпийские игры 1994 года в Лиллехаммере — вновь стартовала в гигантском слаломе, но финишировать не смогла.
После лиллехаммерской Олимпиады Лефранк-Дювилляр осталась в составе французской национальной сборной и продолжила принимать участие в крупнейших международных соревнованиях. Так, в 1997 году она отправилась представлять страну на чемпионате мира в Сестриере, где заняла в гигантском слаломе пятнадцатое место. Год спустя показала свой лучший результат в общем зачёте Кубка мира — по итогам сезона разместилась в итоговой классификации супергиганта на седьмой строке. При этом в общей сложности выступала на Кубке мира 57 раз и дважды в карьере сумела попасть в число призёров, выиграв серебряную и бронзовую медали.
В 1998 году также выступила на Олимпийских играх в Нагано — на сей раз имела хорошие шансы на медаль в гигантском слаломе, показав в итоге пятый результат. Вскоре по окончании этих соревнований приняла решение завершить карьеру профессиональной спортсменки, уступив место в сборной молодым французским горнолыжникам.
Была замужем за французским горнолыжником Адриеном Дювилляром, имела троих детей.
Умерла после продолжительной болезни 22 апреля 2017 года в возрасте 46 лет.